# 韋內迪格山脈

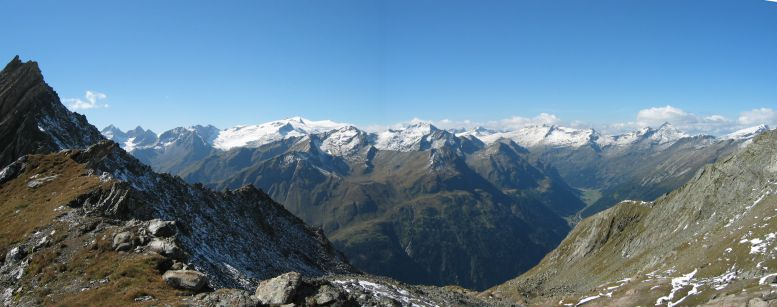

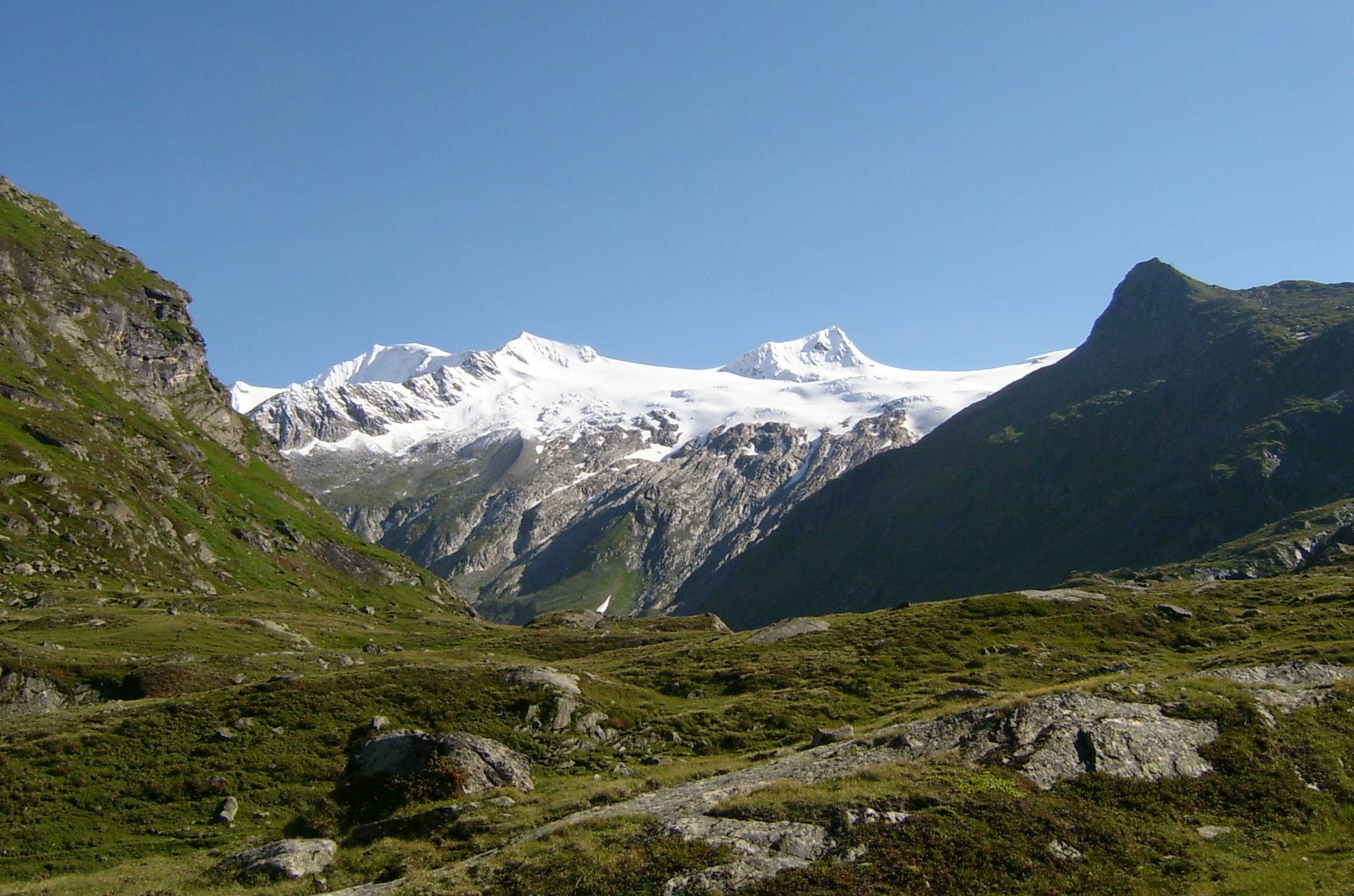

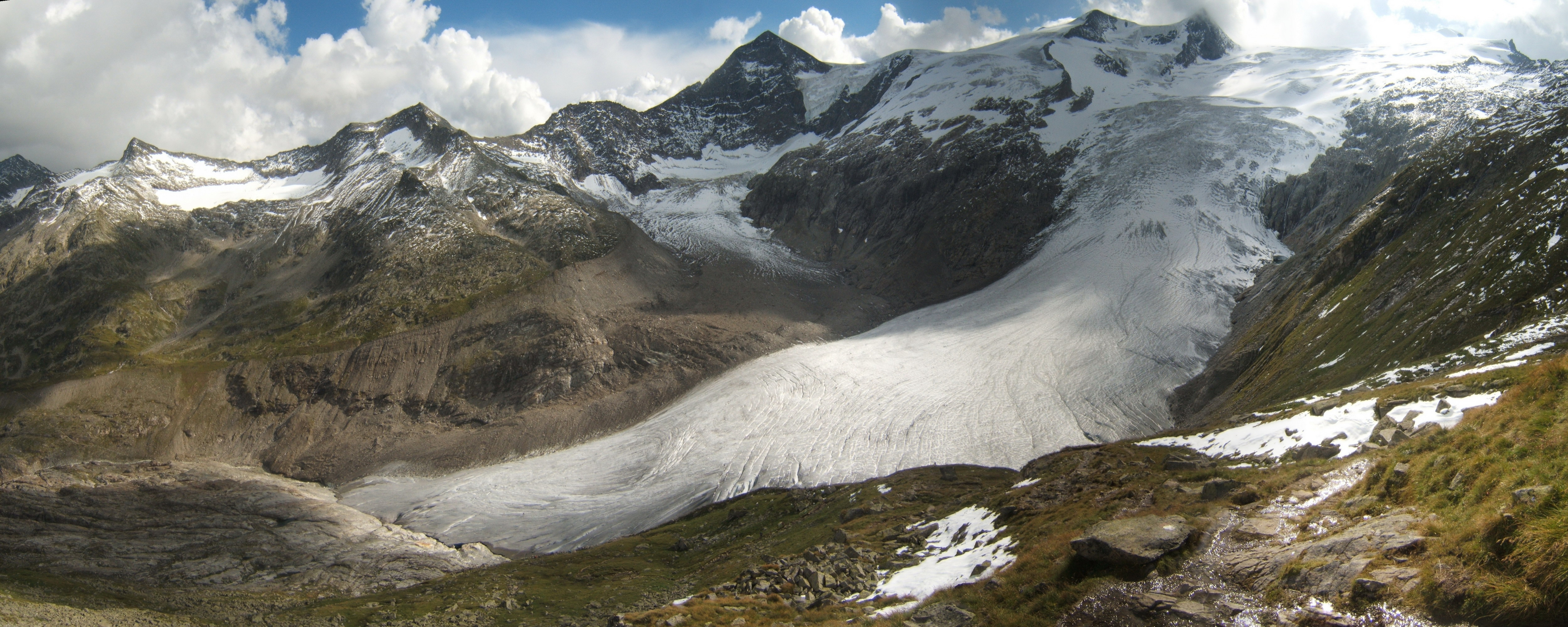

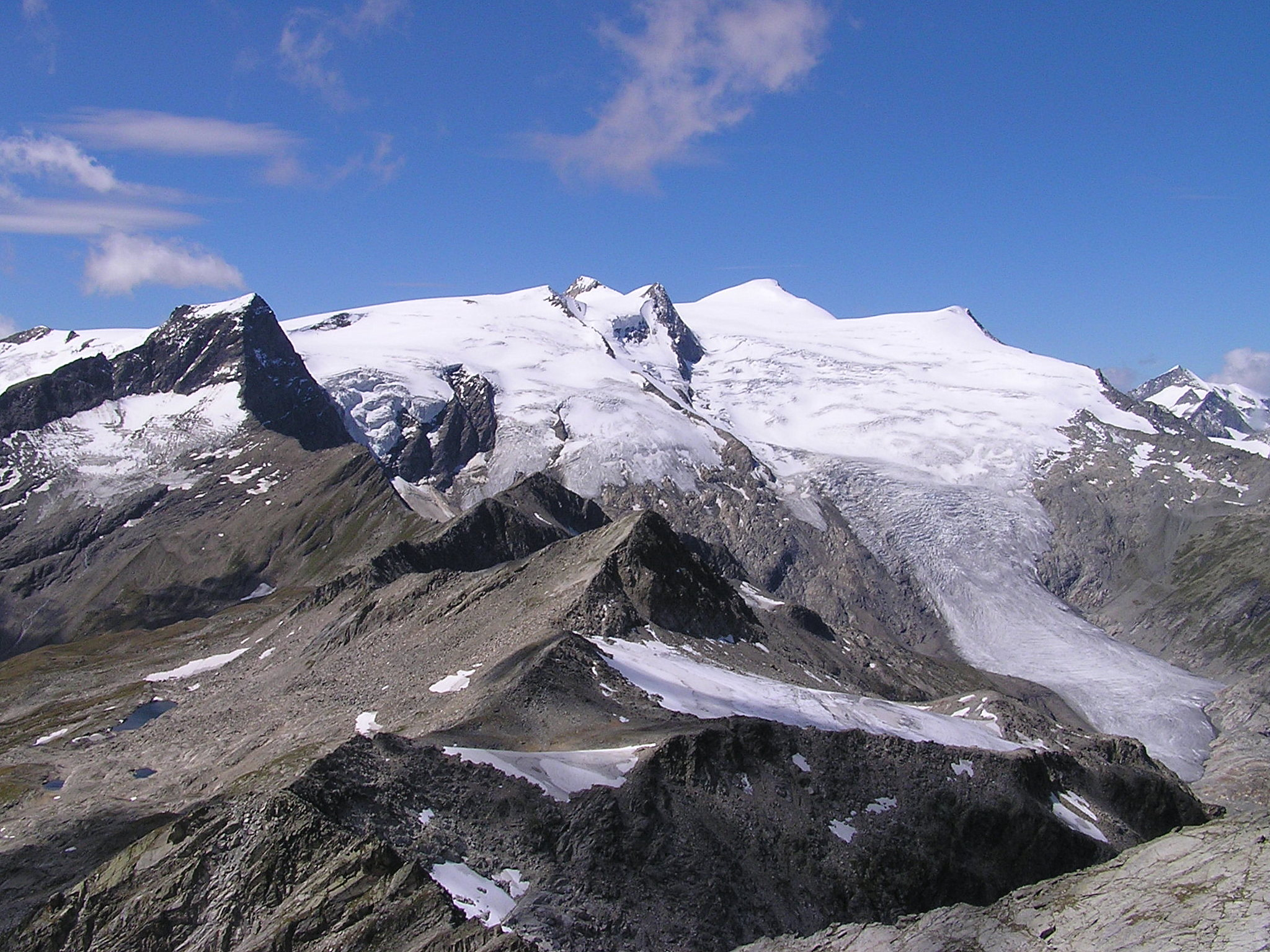

韋內迪格山脈（德語：Venedigergruppe）是位於歐洲中阿爾卑斯山脈和東阿爾卑斯山脈的山脈，同時與安科格爾山脈、戈爾德貝格山脈、格洛克納山脈、舍貝爾山脈、克羅伊茨埃克山脈、格拉納特山脈、維爾格拉滕山脈、里塞費納山脈組成了高地陶恩山脈。橫跨奧地利蒂罗尔州、薩爾茨堡州和意大利波爾扎諾自治省與里塞費納山脈地區，最高點海拔高度3,666米。